# جسیکا براون فیندلی
جسیکا براون فیندلی (انگلیسی: Jessica Brown Findlay؛ زادهٔ ۱۴ سپتامبر ۱۹۸۷) هنرپیشه اهل بریتانیا است. او از سال ۲۰۰۹ میلادی تاکنون مشغول فعالیت بوده‌است.
او در افسانه زمستان و این زیبای خارق‌العاده به بازیگری پرداخته‌است. او همچنین در مجموعه تلویزیونی پربینندهٔ دانتون ابی یکی از نقش‌های اصلی را به عهده داشت.
جسیکا فیندلی در «شایستگی پانزده میلیونی» دومین قسمت از سریال آینه سیاه نیز به بازیگری پرداخته‌است.

## فیلم‌شناسی

### فیلم
| سال  | فیلم                                        | نقش              | یادداشت    |
| ---- | ------------------------------------------- | ---------------- | ---------- |
| ۲۰۰۹ | مردی سوار بر موتورسیکلت Man on a Motorcycle | دختری در رختخواب | فیلم کوتاه |
| ۲۰۱۱ | آلباتروس                                    | املیا کانن دویل  |            |
| ۲۰۱۴ | افسانه زمستان                               | بورلی پن         |            |
| ۲۰۱۴ | لالایی                                      | کارن لوونشتاین   |            |
| ۲۰۱۴ | باشگاه شورش                                 | راشل             |            |
| ۲۰۱۵ | ویکتور فرانکنشتاین                          | لورلی            |            |
| ۲۰۱۶ | این زیبای خارق‌العاده                        | بلا براون        |            |
| ۲۰۱۷ | انگلستان مال من است                         | لیندر استرلینگ   |            |
| ۲۰۱۷ | خانواده هیولاها                             | فی (صدا)         |            |
| ۲۰۱۸ | انجمن ادبی و پای پوست سیب‌زمینی گورنزی       | الیزابت مک کنا   |            |
| ۲۰۲۰ | تبعید                                       | ماریان           |            |
| ۲۰۲۱ | مونیخ – لبه جنگ                             | پاملا لگات       |            |
| ۲۰۲۲ | Iris Warriors                               | خانم شاو         |            |

### تلویزیون
| سال        | عنوان                             | نقش               | شبکه       | یادداشت‌ها                      |
| ---------- | --------------------------------- | ----------------- | ---------- | ------------------------------ |
| ۲۰۰۹, ۲۰۱۱ | نامناسب‌ها                         | راشل              | ای۴        | ۲ قسمت                         |
| ۲۰۱۰–۲۰۱۲  | دانتون ابی                        | لیدی سیبل برانسون | آی‌تی‌وی     | نقش اصلی؛ ۲۰ قسمت (فصل ۱–۳)    |
| ۲۰۱۱       | آینه سیاه                         | ابی خان           | کانال ۴    | قسمت: «شایستگی پانزده میلیونی» |
| ۲۰۱۲       | هزارتو                            | آلیس پلتیه        | ست ۱       | مینی سریال (۲ قسمت)            |
| ۲۰۱۴       | مسافرخانه جامائیکا                | مری یلن           | بی‌بی‌سی وان | مینی سریال (۳ قسمت)            |
| ۲۰۱۵       | مطرود                             | آلیس آلدریج       | بی‌بی‌سی وان | ۲ قسمت                         |
| ۲۰۱۷–۲۰۱۹  | فاحشه‌ها                           | شارلوت ولز        | آی‌تی‌وی     | نقش اصلی (فصل ۱–۳)             |
| ۲۰۲۰–۲۰۲۱  | کسلوانیا                          | لنور (صدا)        | نتفلیکس    | نقش اصلی؛ ۱۲ قسمت (فصل ۳–۴)    |
| ۲۰۲۰       | دنیای قشنگ نو                     | لنینا کرون        | پیکاک      | نقش اصلی                       |
| TBA        | زندگی پس از زندگی Life After Life |                   |            | فیلمبرداری                     |

### تئاتر
| سال  | عنوان      | نقش    | مکان                 |
| ---- | ---------- | ------ | -------------------- |
| ۲۰۱۵ | اورستیا    | الکترا | تئاتر آلمیدا         |
| ۲۰۱۵ | اورستیا    | الکترا | استودیوهای ترافالگار |
| ۲۰۱۶ | دایی وانیا | سونیا  | تئاتر آلمیدا         |
| ۲۰۱۷ | هملت       | اوفلیا | تئاتر آلمیدا         |
| ۲۰۱۷ | هملت       | اوفلیا | تئاتر هارولد پینتر   |